# Walting

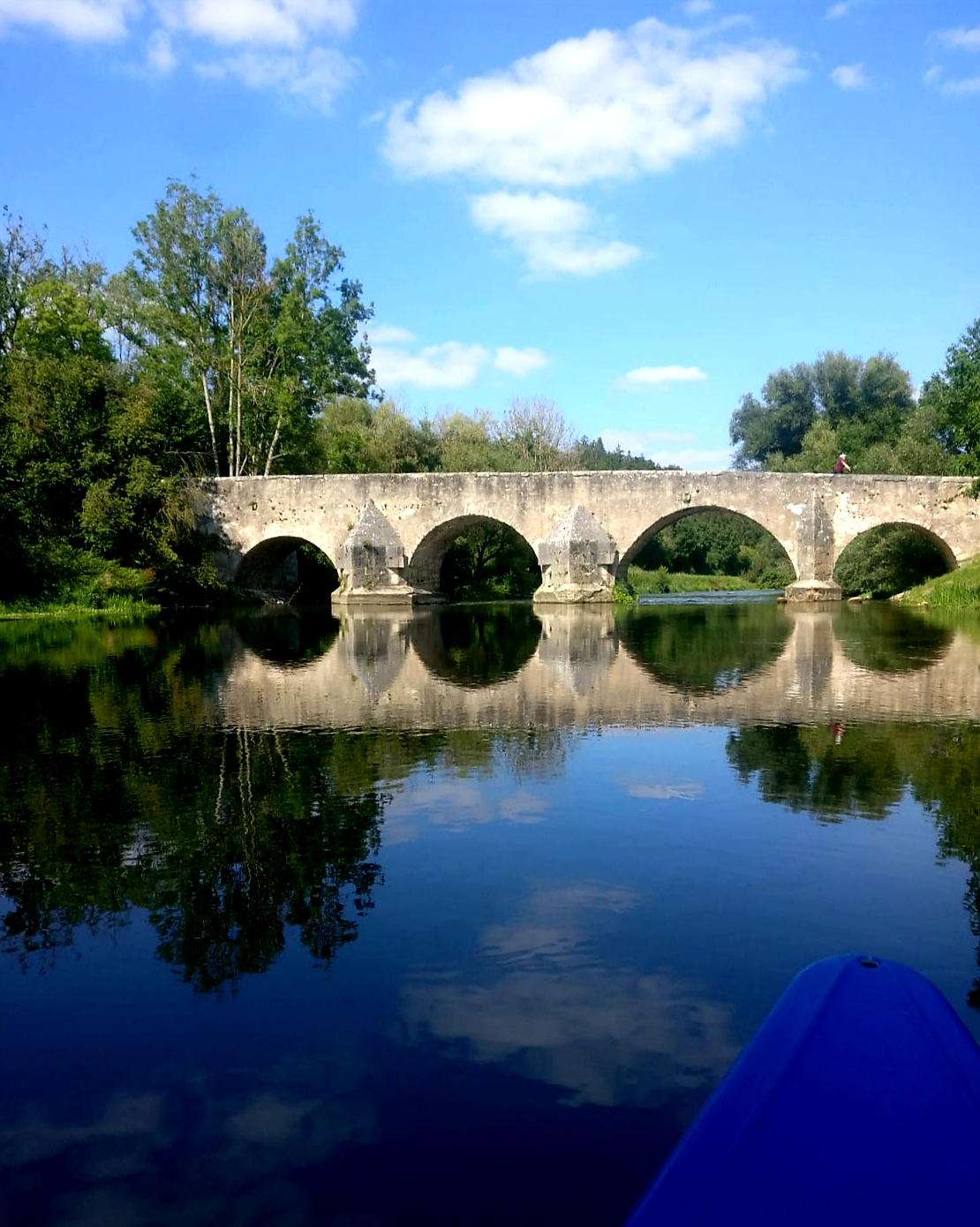
Mittelalterliche Altmühlbrücke Pfünz bei Pfünz über die Altmühl

Walting ist eine Gemeinde im oberbayerischen Landkreis Eichstätt. Die Gemeinde ist Mitglied der Verwaltungsgemeinschaft Eichstätt.

## Geografie

### Lage
Walting liegt im Landkreis Eichstätt und somit im Naturpark Altmühltal.

### Gemeindegliederung
Die Gemeinde hat 13 Gemeindeteile (in Klammern ist der Siedlungstyp angegeben):
- Affenthal (Forsthaus)
- Almosmühle (Einöde)
- Brunnmühle (Weiler)
- Forstermühle (Einöde)
- Gungolding (Pfarrdorf)
- Inching (Kirchdorf)
- Isenbrunn (Weiler)
- Pfalzpaint (Kirchdorf)
- Pfünz (Kirchdorf)
- Rapperszell (Kirchdorf)
- Rieshofen (Kirchdorf)
- Walting (Pfarrdorf)
- Ziegelhof (Weiler)

## Geschichte

### Bis zur Gemeindegründung
Bis 1803 war Walting ein Amt des Hochstiftes Eichstätt und lag ab 1500 im Fränkischen Reichskreis. Es gehörte dann zum Fürstentum Eichstätt des Erzherzogs Ferdinand von Toskana. Seit den Friedensverträgen von Brünn und Preßburg 1805 gehört der Ort zu Bayern. Mit dem Gemeindeedikt von 1818 entstand die Ruralgemeinde Walting.
Bei der Volkszählung 1861 wurden folgende Anzahlen der Einwohner und Gebäude ermittelt:
- Gungolding:  208 Einwohner und  62 Gebäude (mit Forstermühle und Ziegelhof)
- Inching:     108 Einwohner und  36 Gebäude (mit Brunnmühle)
- Pfalzpaint:  258 Einwohner und  81 Gebäude
- Pfünz:       191 Einwohner und  31 Gebäude (mit Almosmühle)
- Rapperszell: 121 Einwohner und  41 Gebäude
- Rieshofen:   181 Einwohner und  52 Gebäude (mit Isenbrunn)
- Walting:     226 Einwohner und  63 Gebäude
- Gesamt:     1293 Einwohner und 366 Gebäude

### Eingemeindungen
Anlässlich der Gemeindegebietsreform schlossen sich am 1. Januar 1972 Gungolding, Pfalzpaint, Pfünz, Rapperszell, Rieshofen und Walting zur neuen Gemeinde Walting zusammen. Am 1. Mai 1978 kam Inching hinzu.

### Einwohnerentwicklung
Zwischen 1988 und 2018 wuchs die Gemeinde von 1905 auf 2377 um 472 Einwohner bzw. um 24,8 %.
| Einwohner | 1477 | 1595 | 1888 | 2057 | 2234 | 2363 | 2373 | 2366 | 2328 | 2338 |

### Pfarrsitz
Der Ort ist Sitz einer katholischen Pfarrei (Filialen: Rieshofen, Inching und Rapperszell).

## Politik

### Gemeinderat
Der Gemeinderat besteht aus dem Ersten Bürgermeister und den Gemeinderatsmitgliedern. Seit dem 1. Mai 2020 verteilen sich die 14 Sitze der Gemeinderatsmitglieder wie folgt:
- CSU/CFW 9 Sitze
- Freie Wähler 3 Sitze
- Bündnis 90/Die Grünen 2 Sitze

### Bürgermeister
Erster Bürgermeister ist seit 2014 Roland Schermer von der CSU.

### Wappen
| | Blasonierung: „In Silber eine linke rote Wellenflanke, darin ein wachsender silberner Bischofsstab, vorne über drei, zwei zu eins gestellten sechsstrahligen roten Sternen ein schwarzer Kübelhelm mit Stierhörnern und Stierohren als Helmzier.“ |
| Wappenbegründung: Auf die Zugehörigkeit des Gemeindegebiets zum ehemaligen Fürstbistum Eichstätt verweist der Bischofsstab aus dem Eichstätter Hochstiftswappen. Der Helm im vorderen Teil des Wappens stammt aus dem Siegel der Herren von Walting, die bis zum 14. Jahrhundert im Gemeindegebiet nachweisbar sind. Die drei Sterne sind dem Wappen der seit 1194 erwähnten Herren von Pfalzpaint entnommen, die als Lehensuntertanen der Hirschberger Grafen und später der Herzöge von Bayern bis 1452 Dorf und Schloss Pfalzpaint besaßen. Heinrich von Pfalzpaint, der 1460 ein Buch über die Wundarzneikunde schrieb, gilt als einer der bedeutendsten Chirurgen des deutschen Mittelalters. Die Lage der Gemeinde im Altmühltal wird durch die Wellenflanke symbolisiert. Das Wappen wurde vom Heraldiker Theodor Goerge aus Freising gestaltet und am 14. Dezember 1984 durch die Regierung von Oberbayern genehmigt. | |

## Kultur und Sehenswürdigkeiten

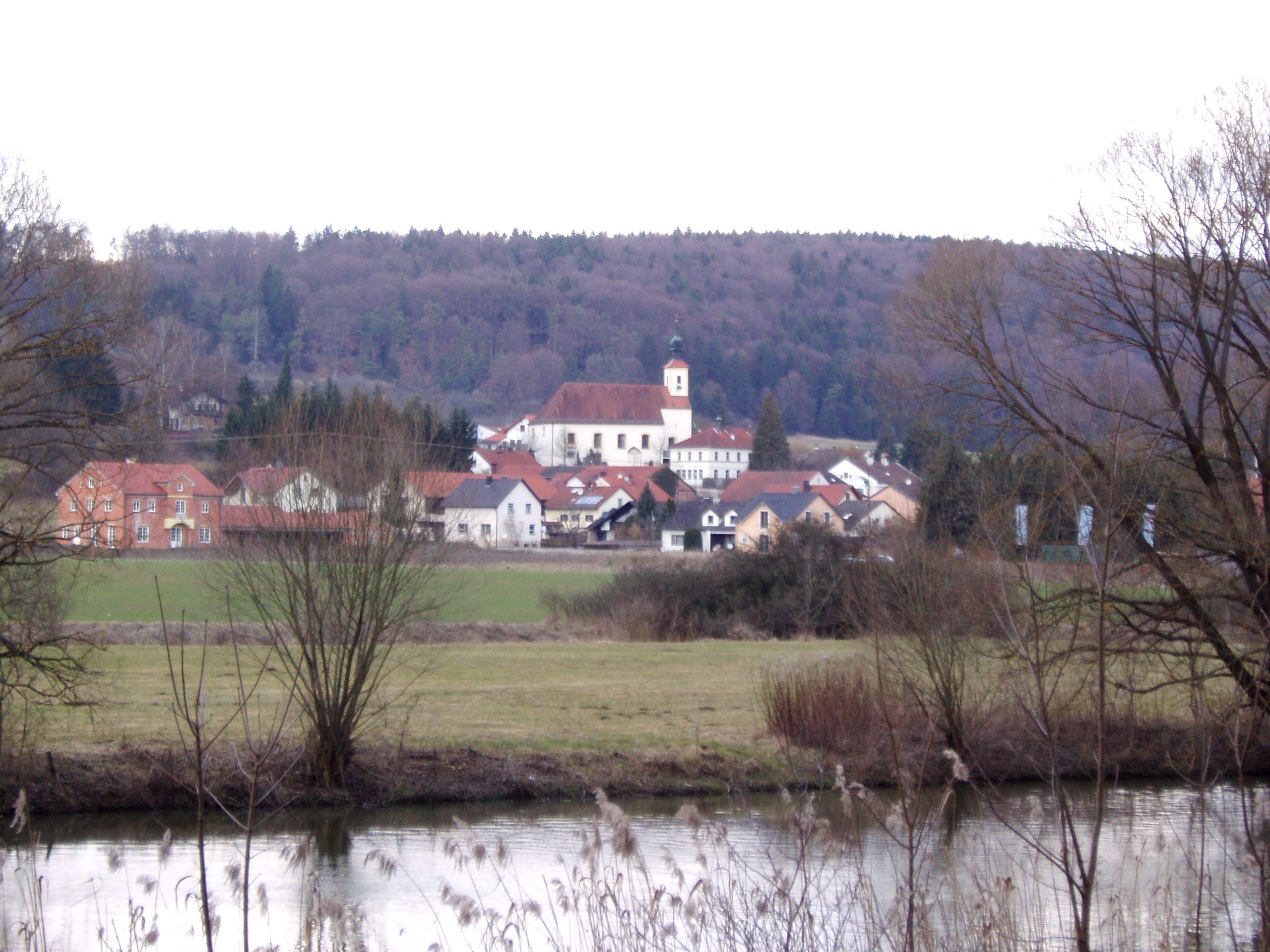
Walting

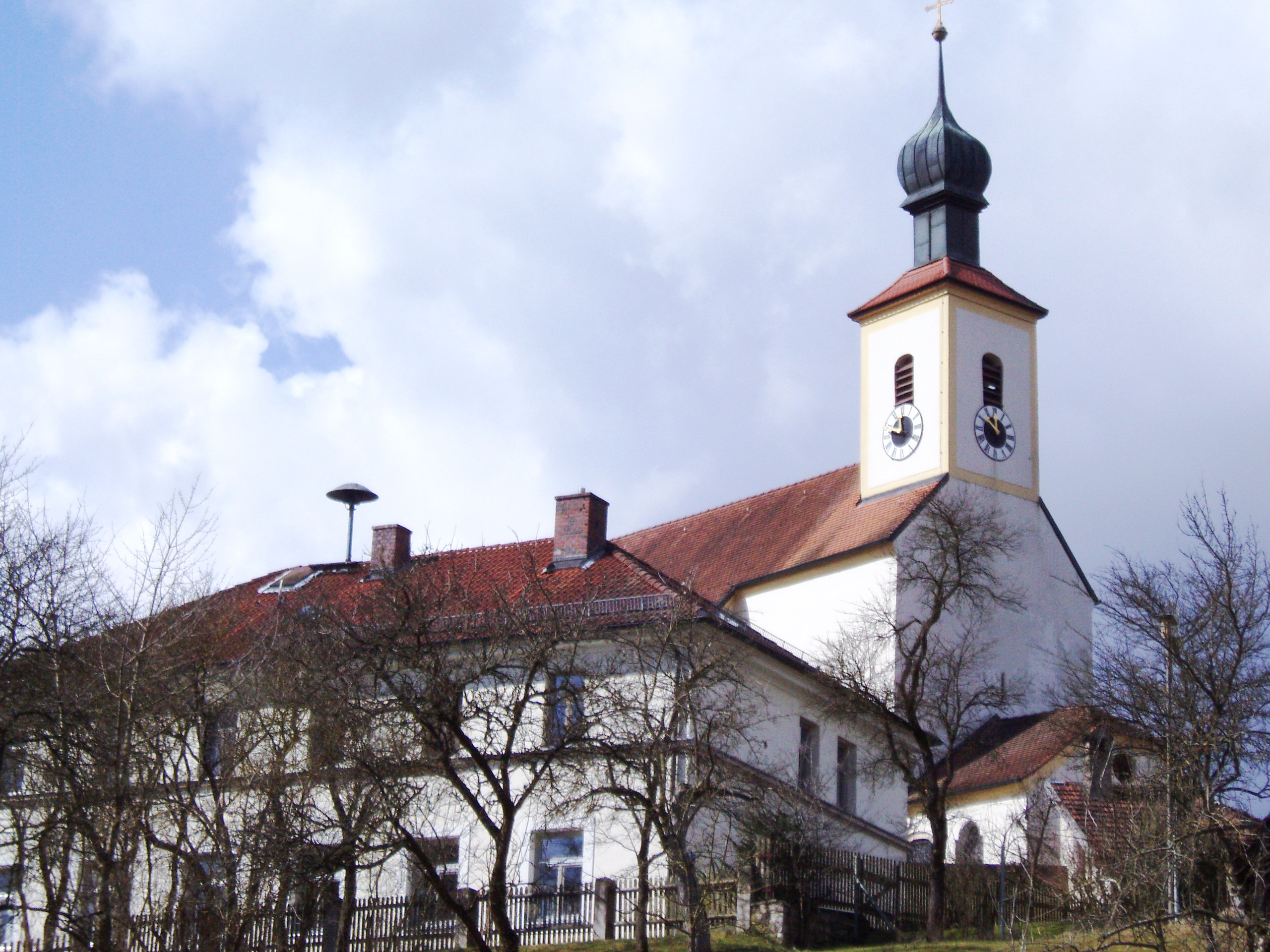
Walting, Pfarrkirche St. Johannes

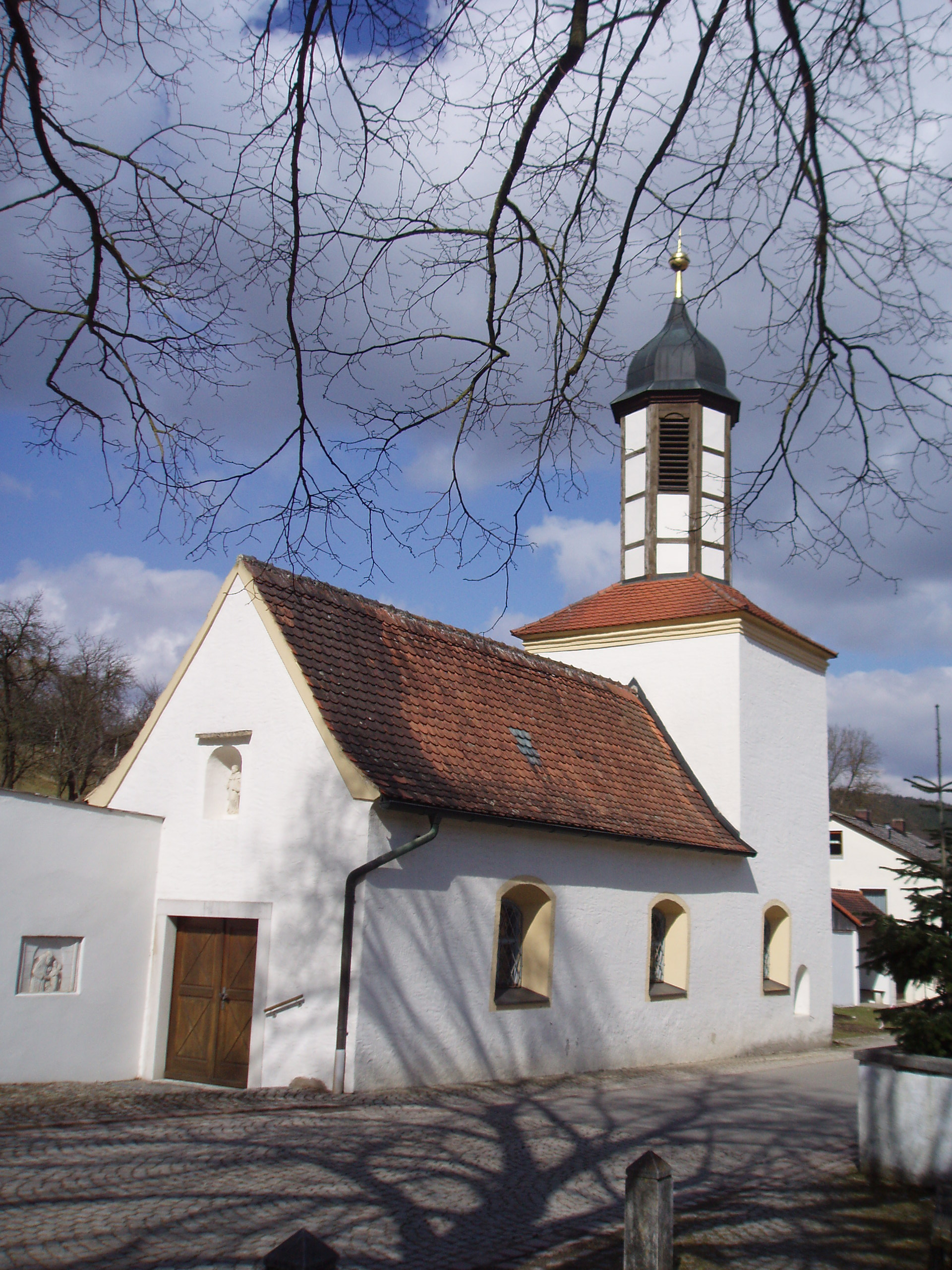
Walting, St. Leonhard

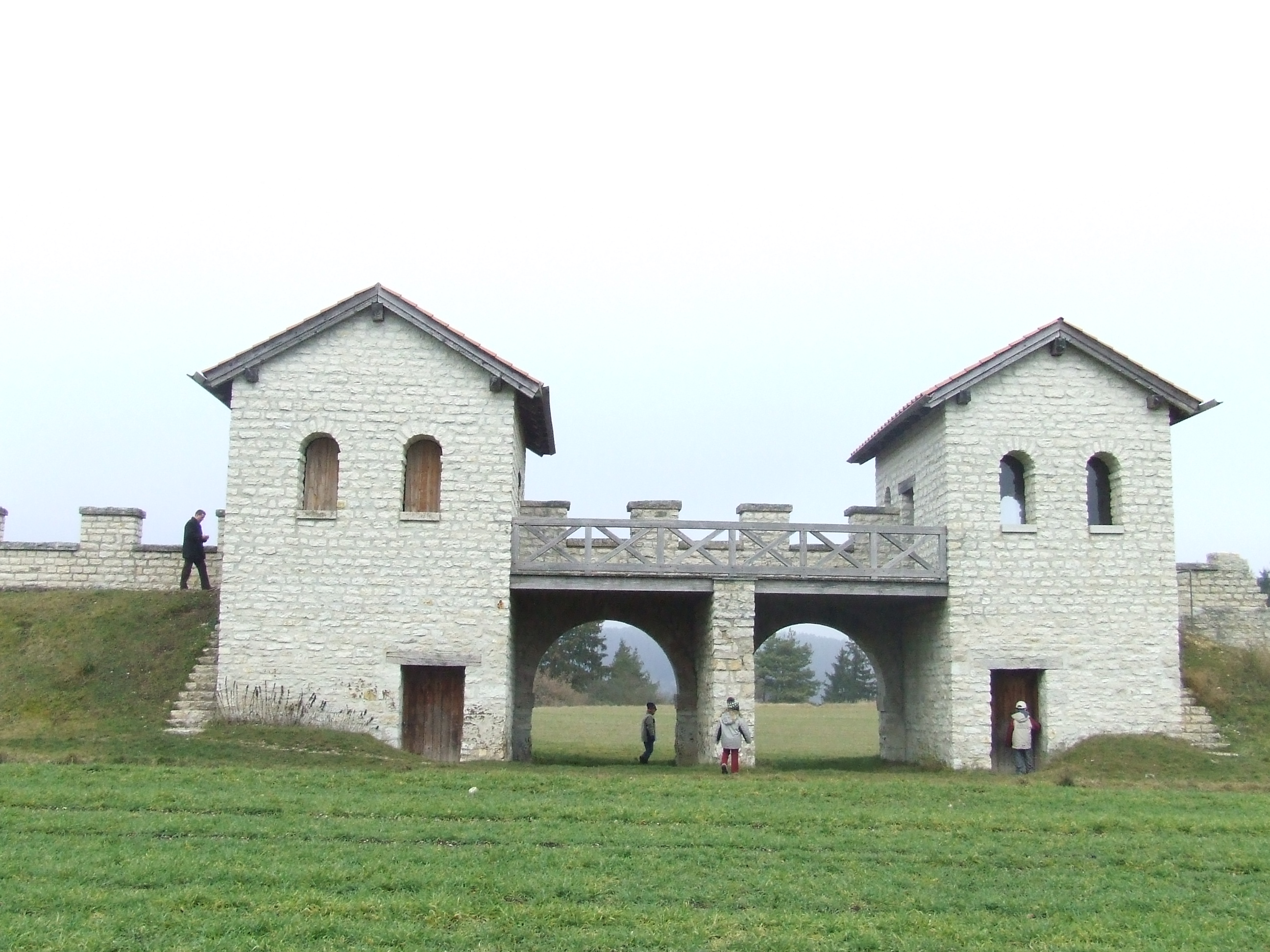
Kastell Pfünz, Nordtor-Rekonstruktion

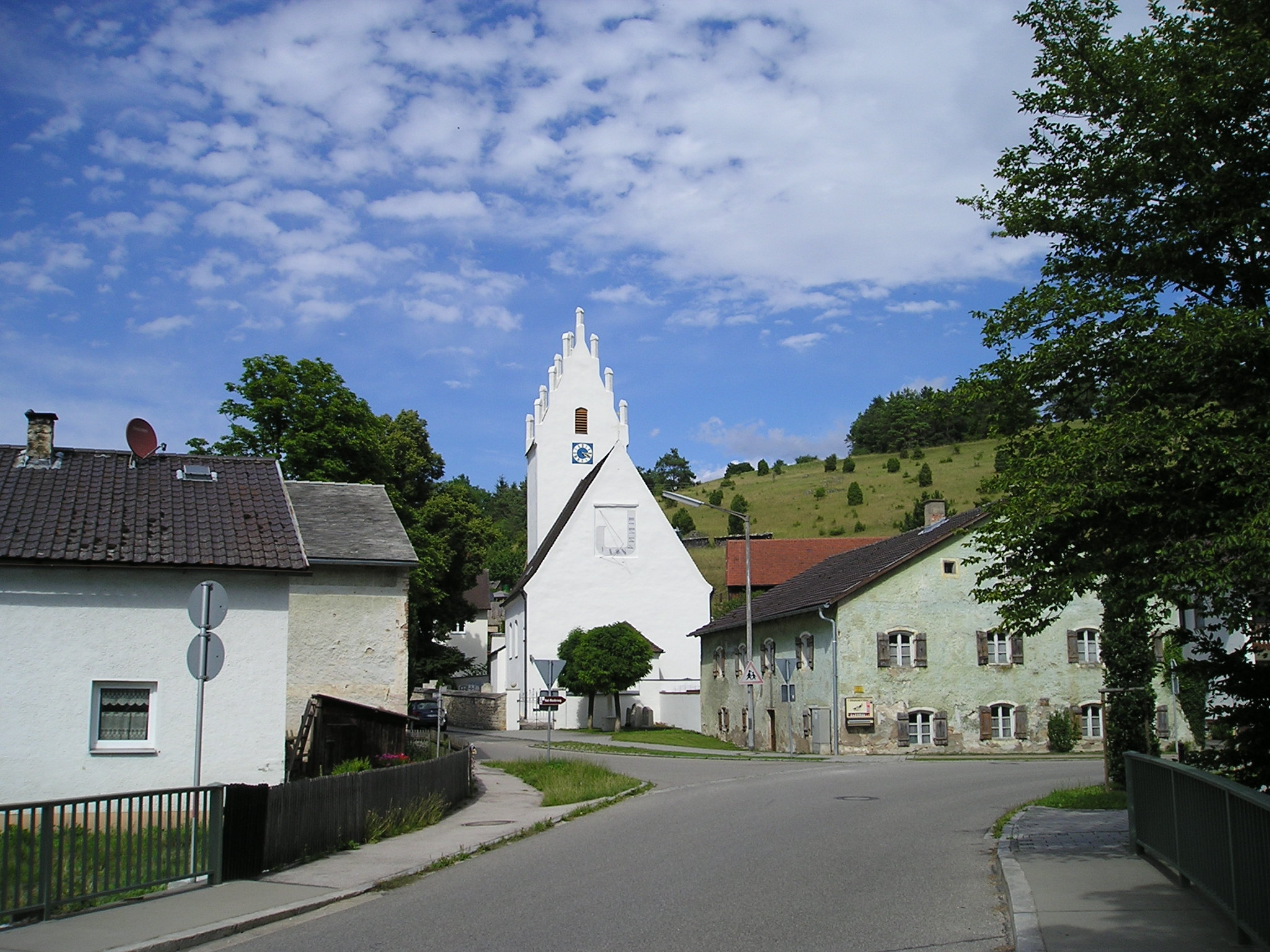
Pfünz mit der Kirche St. Nikolaus

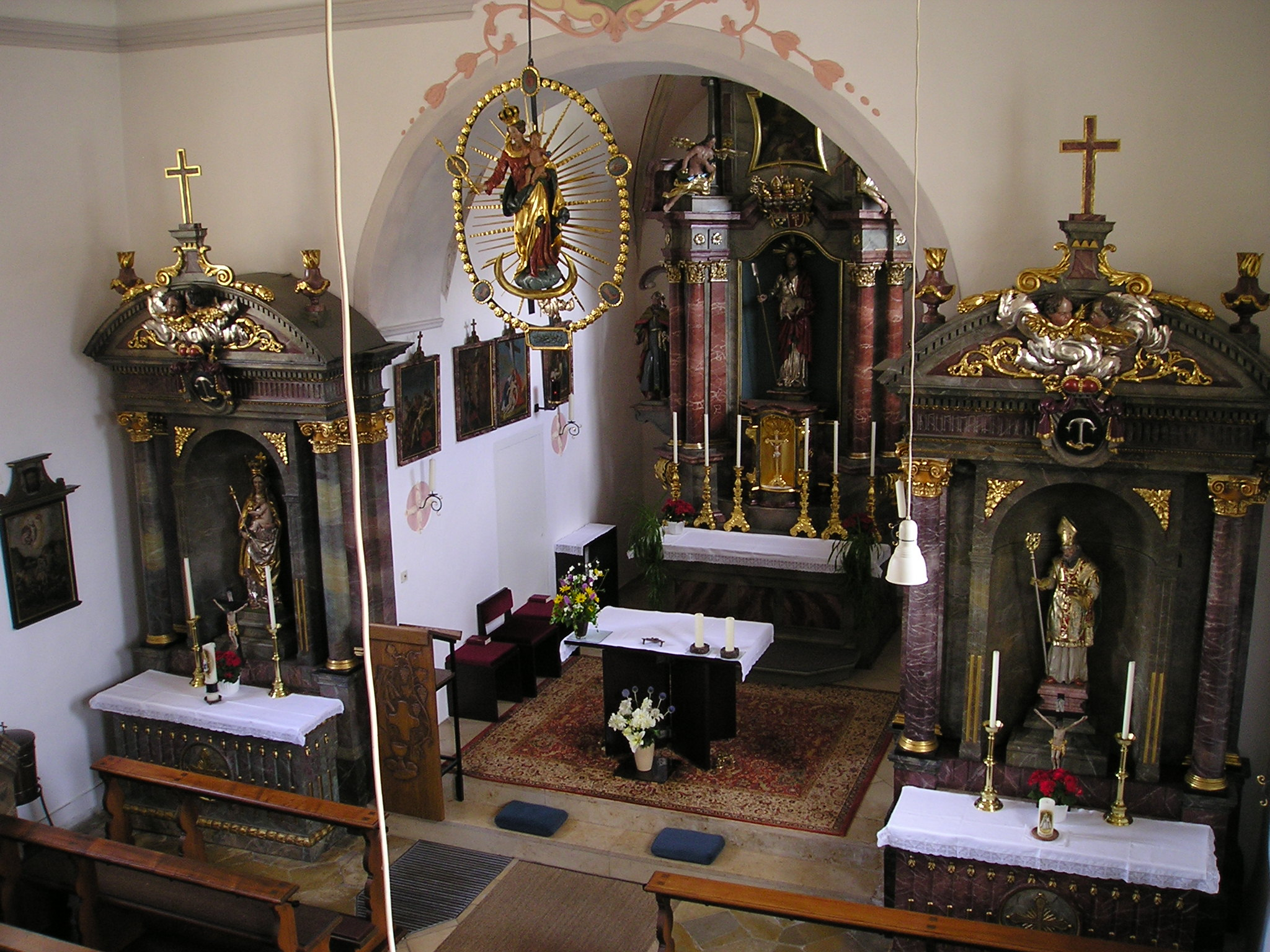
Pfünz, Blick in das Innere von St. Nikolaus

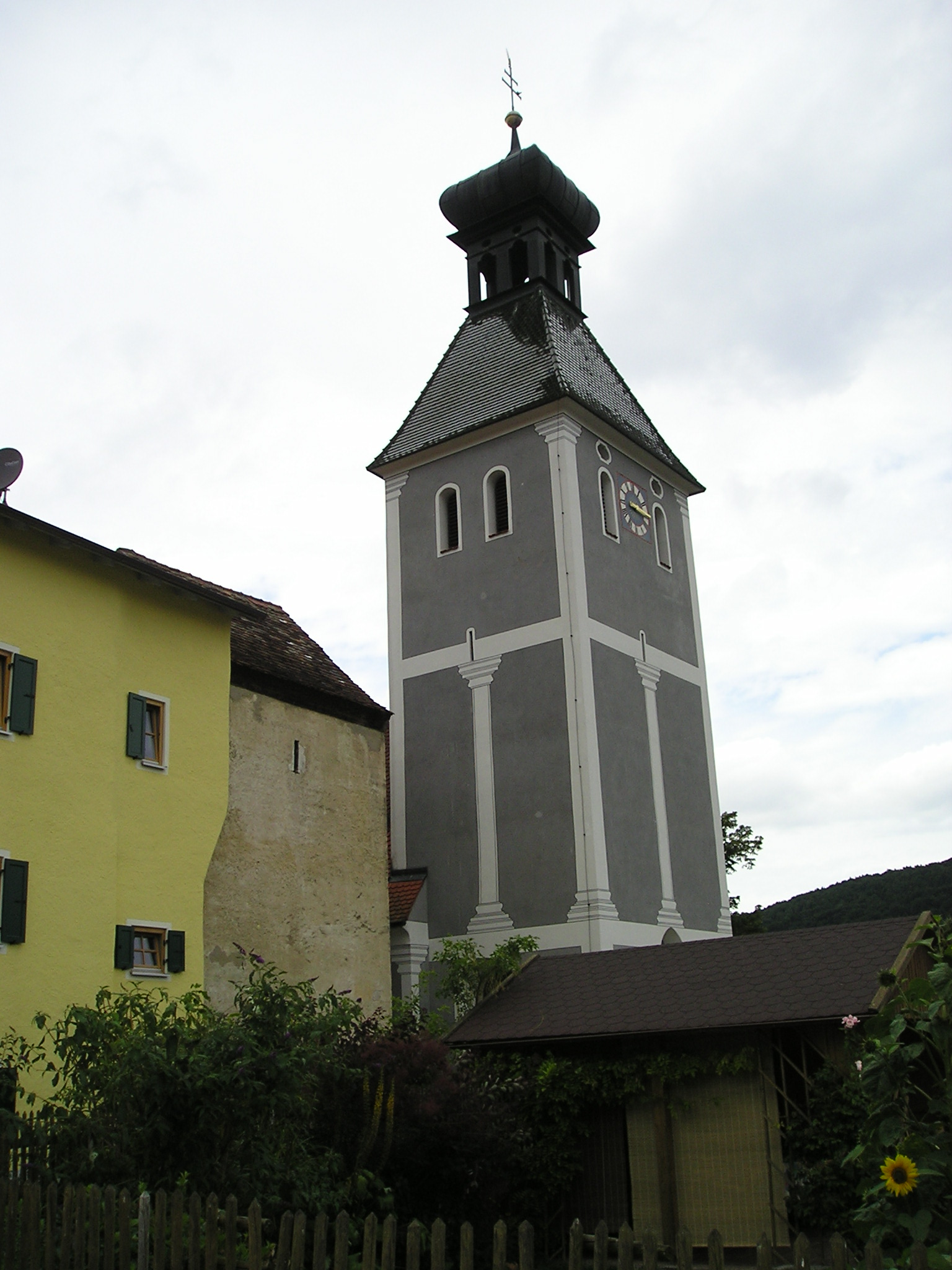
Der Kirchturm von Pfalzpaint mit Resten des ehemaligen Herrensitzes

Im Gemeindeteil Walting birgt die erhöht gelegene, ursprünglich befestigte Pfarrkirche St. Johannes, Apostel und Evangelist einen Hochaltar aus dem Ende des 17. Jahrhunderts und mehrere gotische Plastiken. Die mittelalterliche Kapelle St. Leonhard in der Ortsmitte hat ein Deckengemälde von 1732 und einen barocken Altar mit drei Statuen; die Steinfigur des heiligen Leonhard über dem Eingang ist von 1598. Auf dem Vorplatz steht ein mittelalterlicher Taufstein. Südwestlich von Walting, in Höhe des Affenthals, wurde im September 2007 eine römische Villa rustica unter der Leitung des Archäologen Michael Jandejsek angeschnitten, die kurz vor der völligen Zerstörung durch den Pflug stand. Der Grundstückseigentümer verhinderte jedoch durch seine finanziellen Forderungen über dem Marktpreis einen Ankauf des Geländes. Daher mussten die Grabungen bereits am 19. Dezember 2007 zugeschüttet werden. Damit wurden die Hoffnungen der Gemeinde zerstört, ein weiteres wertvolles touristisches Standbein aufzubauen.
Im Gemeindeteil Pfünz findet man die unter anderem von Friedrich Winkelmann zwischen 1884 und 1900 ergrabenen Reste des Römerkastells Vetoniana. Das Kastell wurde unter Kaiser Domitian erbaut und bildete einen Teil der rückwärtigen Befestigungen des Limes. Zunächst in Holz, unter Kaiser Antoninus Pius in Stein erbaut, 166 zerstört und wiederaufgebaut, wurde es 233 höchstwahrscheinlich endgültig von den Alamannen zerstört. Sichtbar sind konservierte Teile der Grundmauern sowie des in den anstehenden Felsen geschlagenen Doppelspitzgrabens. In Anlehnung an römische Militärbauten entstand ohne fachbezogene wissenschaftliche Mithilfe zwischen 1992 und 1994 ein freier Rekonstruktionsversuch von Nordtor und Nordwestturm mit dem dazwischenliegenden Wehrgang. Ein Modell des Lagers sowie Funde findet man in der frühgeschichtlichen Sammlung auf der Willibaldsburg in Eichstätt. Pfünz selbst ist 889 erstmals als „Phuncina“ urkundlich erwähnt. Unweit des Ortes steht malerisch eine wohl 1486 erbaute Steinbogenbrücke, die Altmühlbrücke Pfünz. Das ehemalige, 1710 erbaute Fürstbischöfliche Sommerschloss von Pfünz wird – durch Anbauten erweitert – seit 1956 vom Bistum Eichstätt als Jugendhaus genutzt. Eine weitere Sehenswürdigkeit ist die Filialkirche St. Nikolaus.
Der Gemeindeteil Inching – ein kleines Dorf mit etwa 100 Einwohnern – wurde bereits 1055 urkundlich erwähnt. Damals verlieh Kaiser Heinrich der III. der Eichstätter Kirche das Weinbaurecht zwischen Rebdorf und Inching. Ein Edler Adalbert von Inchingen wurde 1166 genannt. Inching besitzt mit der Martinskirche und dem Schloss Inching ein historisches Ensemble direkt an der Altmühl.
Der an der Römerstraße Pfünz-Böhming gelegene Gemeindeteil Gungolding war bereits vorwillibaldinisch christianisiert. Die einst befestigte, außerhalb des Ortes auf eine Anhöhe stehende Pfarrkirche Mariä Himmelfahrt (Wehrkirche Gungolding) ist barock. Sie birgt spätgotische und barocke Ausstattungsgegenstände. Zu ihr führen 14 gemauerte Kreuzwegstationen von 1751 mit Bildtafeln des Eichstätter Künstlers Franz Maurer von 1992. Die benachbarte Alte Schule wurde 2004 als Pfarrheim umgestaltet. Das historische Turmhaus in der Ortsmitte wurde 2004 abgetragen und neu errichtet. Die Gungoldinger Wacholderheide ist eines der ältesten Naturschutzgebiete Bayerns.
Im Gemeindeteil Pfalzpaint stand ein Adelssitz, die Burg Pfalzpaint, die mit der 1707 von Jakob Engel neu erbauten Kirche St. Andreas verbunden war. Die Kirchenausstattung stammt aus dem 16.–18. Jahrhundert, schwerpunktmäßig im Stil des Barocks.
Seit 1997 findet auf dem Osterberg bei Pfünz jährlich das Bayerische Teleskopmeeting mit hunderten Besuchern aus Deutschland und dem nahen Ausland statt. Es handelt sich um eine bedeutende Veranstaltung in der deutschen Astronomieszene. Aufgrund der erhöhten und vor direkter Lichtverschmutzung weitgehend verschonten Lage bietet der Osterberg gute Bedingungen für Himmelsbeobachter und Astrofotografen.
Im Wald beim Affenthal wuchs einst die größte Fichte Bayerns, 40 m lang und 280 Jahre alt. Sie wurde 1910 gefällt.

## Wirtschaft und Infrastruktur

### Wirtschaft einschließlich Land- und Forstwirtschaft
Es gab im Jahr 2020 nach der amtlichen Statistik 209 sozialversicherungspflichtig Beschäftigte am Arbeitsort. Sozialversicherungspflichtig Beschäftigte am Wohnort gab es insgesamt 1033. Im verarbeitenden Gewerbe gab es zwei Betriebe, im Bauhauptgewerbe einen Betrieb. Zudem bestanden im Jahr 2016 38 landwirtschaftliche Betriebe mit einer landwirtschaftlich genutzten Fläche von 1156 ha, davon waren 863 ha Ackerfläche und 293 ha Dauergrünfläche.
Die Gemeindesteuereinnahmen betrugen im Jahr 2020 umgerechnet 2,24 Mio. Euro, davon waren umgerechnet 0,39 Mio. Euro Gewerbesteuereinnahmen (netto).

### Bildung
Es gibt folgende Einrichtungen (Stand: 2021):
- zwei Kindertageseinrichtungen: 118 Kindergartenplätze, 99 betreute Kinder
- eine Volksschule: sieben Lehrerkräfte, 81 Schüler

## Persönlichkeiten

### Söhne und Töchter der Gemeinde
- Willibald Apollinar Maier (1823–1874), katholischer Theologe und Publizist
- Alois Prebeck (1904–?), Jurist
- Willibald Schmidt (1933–2012), in Brunnmühle geborener Ingenieur, Unternehmer und Stifter

### Mit der Gemeinde verbundene Persönlichkeiten
- Melissa Ugochukwu (* 2003), Fußballspielerin